# Stieg Larsson
 Ovo je članak o autoru trilogije Millennium. Za članke o osobama sa sličnim ili istim imenom pogledajte Stig Larsson.
Karl Stig-Erland „Stieg” Larsson (Skelleftehamn, 15. kolovoza 1954. – Stockholm, 9. studenog 2004.) bio je švedski novinar, pisac i antifašistički aktivist. Najpoznatiji je po trilogiji Millennium, kriminalističkim romanima koji su objavljeni nakon njegove smrti.

## Biografija
Stieg Larsson je rođen u gradiću Skelleftehamn, na sjeveru Švedske. Njegov otac i djed radili su u tamošnjoj željezari. Zbog trovanja arsenom, otac je morao napustiti posao, te se sa suprugom i mlađim sinom preselio u Stockholm. Mladi Stieg je do svoje osme godine živio s djedom i bakom. Nakon djedove smrti, obitelj se seli u sveučilišni grad Umeå. Kada je imao osamnaest godina, na protestu protiv Vijetnamskog rata je upoznao Evu Gabrielsson, koja će mu postati životna suputnica. Nakon izvršenja vojnog roka, tijekom 1977. godine, boravio je u Africi. Nakon povratka u Švedsku je, uz razne sitne poslove radio i kao slobodni novinar. Od 1977. do 1999. godine bio je zaposlen prvo kao grafički dizajner, a kasnije kao novinar u Tidningarnas Telegrambyrå, švedskoj novinskoj agenciji. 1982. godine je postao skandinavski izvjestitelj za britanski antifašistički časopis Searchlight, za koji je pisao sve do svoje smrti. Jedan je od osnivača časopisa Expo 1995. godine, a od 1999. godine pa sve do smrti je bio njegov glavni urednik i predsjednik zaklade Expo.

## Pisanje
Stieg Larsson je za svoj dvanaesti rođendan na poklon dobio pisaći stroj na kojem je provodio noći tipkajući. Njegovi prvi pokušaji pisanja fikcije bili su u žanru znanstvene fantastike. Bio je strastveni čitatelj znanstvene fantastike, a 1972. godine je su-uređivač fanzina Sfären (Sfera). Tijekom 1970-ih je objavio više od 30 fanzina. Nakon odlaska u Stockholm, postaje aktivan u Skandinavisk Förening för Science Fiction (Skandinavska udruga za znanstvenu fantastiku). Bio je član uprave 1978. i 1979. godine, a predsjednikom udruge postaje 1980. godine.
U lipnju 2010. godine u Švedskoj kraljevskoj knjižnici (Kungliga biblioteket) su pronađena dva ZF rukopisa pripisana Stiegu Larssonu, napisana kada je imao oko 17 godina.
Larssonovo prvo ime bilo je Stig, što je uobičajeni oblik u Švedskoj. U svojim ranim dvadesetima je promijenio ime da bi izbjegao zabunu sa Stigom Larssonom koji je postao poznati pisac prije njega. Oba se imena jednako izgovaraju.

## Novinarstvo i aktivizam
Stieg Larsson je počeo istraživati teme rasizma i političkog ekstremizma još u školi, prilikom rada na školskom projektu 1972. godine i od tada pa sve do smrti to mu je bila glavna preokupacija. Sredinom 1970-ih bio je aktivni član Kommunistiska Arbetareförbundet (Komunistička radnička unija), uređivao je trockistički časopis Fjärde Internationalen (Četvrta Internacionala) i iznimno se interesirao za rat u Vijetnamu. Osim toga, dio 1977. godine je proveo u Eritreji, gdje je obučavao pripadnice EPLF-a. Sredinom 1980-ih sudjelovao je u izradi projekta Stoppa Rasismen (Stop rasizmu), a zajedno s novinarkom Annom-Lenom Lodenius 1988. godine započinje jednu od najvećih istraživanja rasizma ikada provedenih u Švedskoj. Njihov rezultat je objavljen u knjizi Extremhögern (Ekstremna desnica) 1990. godine, dok je drugo izdanje izašlo 1994. godine. Larsson se smatrao i feministom. Osim istraživanja ekstremne desnice, istraživao je i osuđivao ubojstva zbog časti u Švedskoj. Ipak, o njegovom feminizmu ne postoji konsenzus.

## Smrt i kontroverze
Stieg Larsson je umro 9. studenog 2004. u dobi od 50 godina od posljedica srčanog udara nakon penjanja na sedmi kat zgrade u kojoj se nalaze uredi Expoa, jer dizalo nije bilo u funkciji.
 Pokopan je na groblju Högalid, u Stockholmu.
Nakon Larssonove smrti započela je kontroverza oko vlasništva nad njegovom ostavštinom. Iako su živjeli zajedno 32 godine, Larsson i Eva Gabrielsson nikada se nisu vjenčali. Razlozi su bili sigurnosne prirode jer po švedskom zakonu parovi koji se žele vjenčati moraju objaviti svoju adresu. Naime, zbog istraživanja ekstremne desnice u Švedskoj, Larsson je često bio meta prijetnji, a zabilježeno je nekoliko pokušaja napada. Jednom prilikom ga je grupa skinheada čekala ispred ureda, ali im je uspio pobjeći kroz stražnja vrata. Nakon objavljivanja knjige Extremhögern u jednim neonacističkim novinama objavljene su fotografije, adrese i telefonski brojevi autora. Nakon što je jednom novinaru podmetnuta bomba u automobil 1999. godine, Larssonu je dojavljeno da ga jedna ekstremistička grupa prati, pa su on i Eva Gabrielsson bili pod policijskom zaštitom.
Budući da švedski zakon ne priznaje zajednički život kao osnovu za nasljeđivanje, a i zbog činjenice da nije ostavio valjanu oporuku (2008. je pronađena jedna iz 1977. godine, ali je proglašena nevažećom jer nije bilo svjedoka) sva njegova ostavština, uključujući i buduće tantijeme od prodaje knjiga, pripala je njegovom ocu Erlandu i bratu Joakimu, za koje Gabrielsson tvrdi da nikada nisu bili u dobrim odnosima niti su dijelili njegove političke stavove. Jedna od stvari koje im Gabrielsson zamjera su i promijenjeni naslovi romana u lošem engleskom prijevodu kao i to da je slika stvorena o Stiegu Larssonu netočna odnosno nepotpuna.

## TrilogijaMillennium
Prva knjiga iz trilogije Millennium objavljena je ubrzo poslije autorove smrti, 2005. godine. Larsson je prvi roman napisao tijekom ljeta 2002., a planirao ih je napisati deset. Glavne teme su trgovanje ljudima, nasilje nad ženama, ekstremni desničarski pokreti, patnje malih ljudi upletenih u zakulisne igre moćnika i tajnih službi i sl. Glavna junakinja trilogije je Lisbeth Salander – asocijalna djevojka alternativnog stila, hakerica, koja je pretrpjela puno nepravde i boli. Bori se protiv muškaraca koji mrze žene, a pronalazi ih među švedskom elitom − kapitalistima, aristokracijom, odvjetnicima i političarima, što Larssonovu trilogiju čini provokativnom.
Prvi roman iz serije je dobio nagradu “Stakleni ključ” za najbolji nordijski kriminalistički roman 2006., a treći roman je dobio istu nagradu 2008. Knjige su postigle veliki uspjeh prvo u Švedskoj, zatim u ostalim skandinavskim zemljama, a kasnije i u cijeloj Europi i SAD-u. Također, Larsson je prvi pisac koji je prodao više od milijun e-knjiga preko Amazona. U Hrvatskoj je prva knjiga iz serije objavljena 2008. godine pod naslovom Muškarci koji mrze žene, druga 2009. pod naslovom Djevojka koja se igrala vatrom i posljednja 2010. pod naslovom Kule u zraku.
Prema romanima su 2009. u međunarodnoj koprodukciji snimljena tri filma (prvoga je režirao Niels Arden Oplev, a druga dva Daniel Alfredson). Prema prvom romanu je 2011. snimljen američki film u režiji Davida Finchera.

### Publicistika
- 1991. − Extremhögern, Stieg Larsson, Anna-Lena Lodenius
- 2001. − Sverigedemokraterna: den nationella rörelsen, Stieg Larsson, Mikael Ekman
- 2004. − Debatten om hedersmord: feminism eller rasism, Stieg Larsson, Cecilia Englund
- 2004. − Sverigedemokraterna från insidan, Richard Slätt, Maria Blomquist, Stieg Larsson, David Lagerlöf m.fl.

### Romani
Trilogija Millennium:
- 2005. − Män som hatar kvinnor: Muškarci koji mrze žene (2008., prijevod Željka Černok)
- 2006. − Flickan som lekte med elden: Djevojka koja se igrala vatrom (2009., prijevod Željka Černok)
- 2007. − Luftslottet som sprängdes: Kule u zraku (2010., prijevod Željka Černok)

### Časopisi
ZF fanzini:
- 1972. – 1973. − Sfären (s Runeom Forsgrenom), 4 broja
- 1974. – 1977. − FIJAGH! (s Runeom Forsgrenom), 9 brojeva
- 1973. – 1976., 1983. − Långfredagsnatt, 5 brojeva
- 1978. − Memorafiac, 2 broja
- 1979. – 1980. − Fanac (s Evom Gabrielsson), 7 brojeva
- 1980. − The Magic Fan (s Evom Gabrielsson), 2 broja

Ostalo:
- 1999. – 2002. − Svartvitt med Expo
- 2002. – 2004. − Expo

## Vanjske poveznice
- Službena stranica švedskog izdavača (engl.)
- Stieg Larsson na stranicama časopisa Expo  Arhivirana inačica izvorne stranice od 18. kolovoza 2013. (Wayback Machine) (šved.)
- Stieg Larsson na IMDb (engl.)
- Gradski muzej Stockholm – Millennium tura (engl.)